# Cumberland (Maine)
Cumberland es un pueblo ubicado en el condado de Cumberland en el estado estadounidense de Maine. En el Censo de 2010 tenía una población de 7.211 habitantes y una densidad poblacional de 106,08 personas por km².

## Geografía
Cumberland se encuentra ubicado en las coordenadas 43°47′14″N 70°15′4″O / 43.78722, -70.25111. Según la Oficina del Censo de los Estados Unidos, Cumberland tiene una superficie total de 67.98 km², de la cual 59.25 km² corresponden a tierra firme y (12.84%) 8.73 km² es agua.

## Demografía
Según el censo de 2010, había 7.211 personas residiendo en Cumberland. La densidad de población era de 106,08 hab./km². De los 7.211 habitantes, Cumberland estaba compuesto por el 97.21% blancos, el 0.47% eran afroamericanos, el 0.22% eran amerindios, el 0.76% eran asiáticos, el 0.04% eran isleños del Pacífico, el 0.33% eran de otras razas y el 0.96% pertenecían a dos o más razas. Del total de la población el 1.19% eran hispanos o latinos de cualquier raza.